# Saser Muztagh

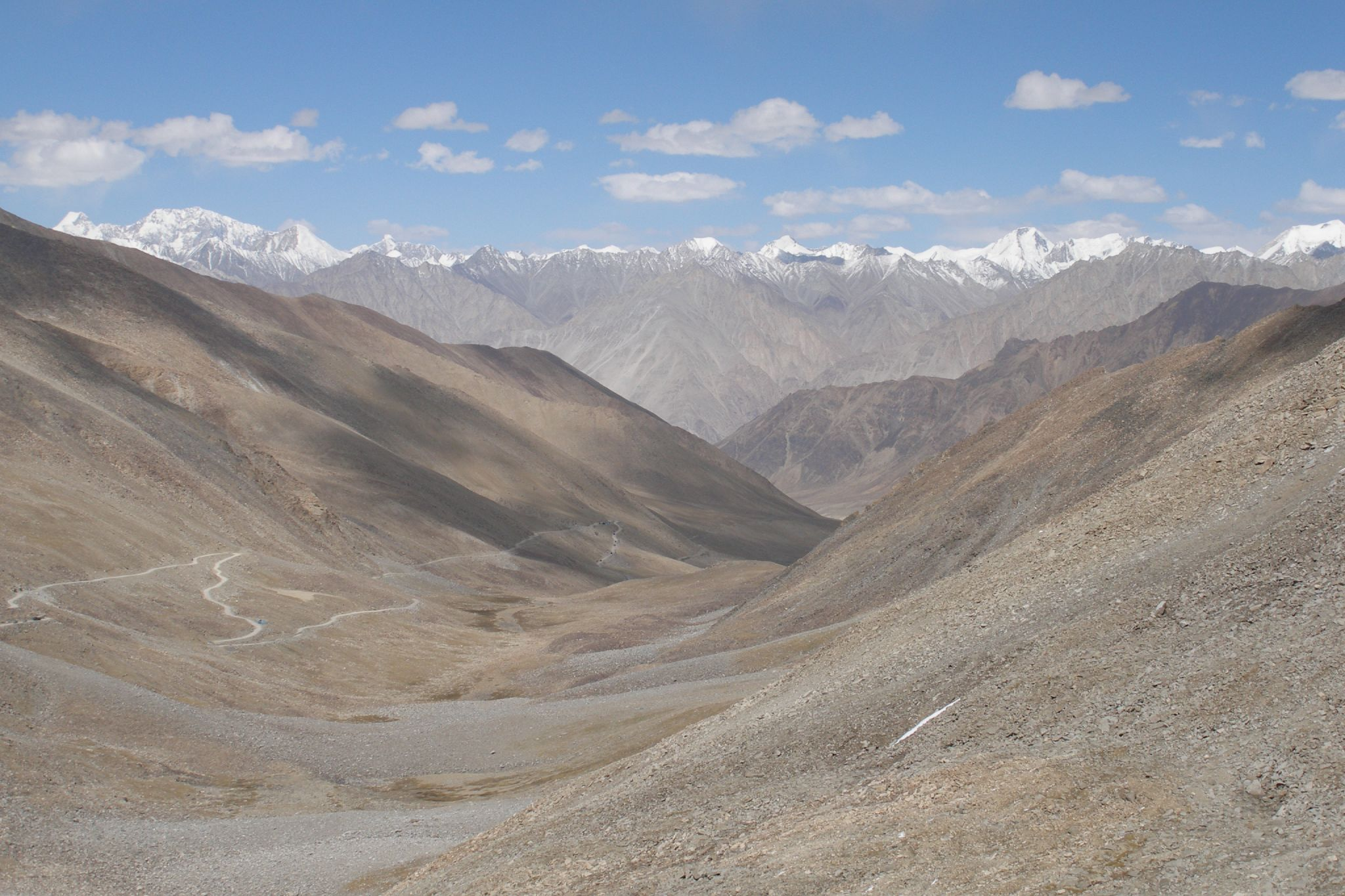
Saser Muztagh vista desde el paso Khardung La

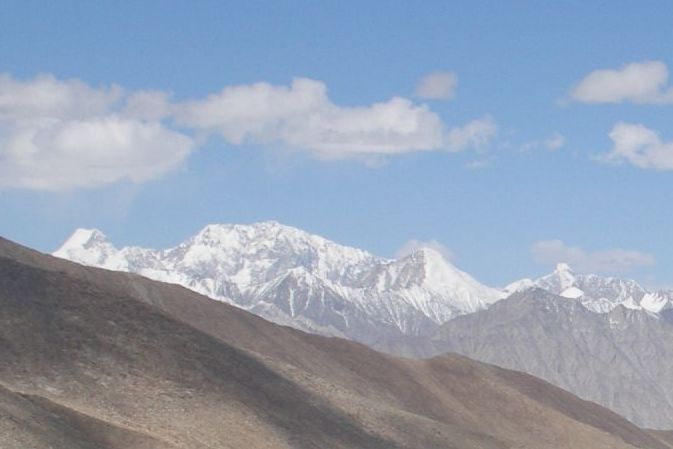
Vista del Saser Kangri III (izqda.) y II (dcha.)

La Saser Muztagh (en hindi: ससेर मुज़ताग़) es la subcordillera más oriental de la cordillera del Karakórum, en la región de Ladakh, en la India. Está rodeada, al sur, este y noreste por el río Shyok, que dobla bruscamente alrededor del extremo sudeste de la cordillera; al poniente, está separada de las montañas Kailas por el río Nubra, mientras que el paso Saser (Saser La) marca el límite entre esta cordillera y la subcordillera Rimo Muztagh, hacia el norte. La cordillera Ladakh se encuentra al sur de la Saser Muztagh, al otro lado del río Shyok.
Los glaciares más importantes de la Saser Muztagh son los glaciares Shukpa Kunchang Norte y Sur, el glaciar de Sakang y el glaciar de Chamshen.
Las primeras exploraciones y estudios europeos de esta cordillera ocurrieron entre 1850 y 1900. En 1909, el explorador Thomas George Longstaff, junto a Arthur Neve y A. M. Slingsby, exploraron el valle de Nubra e hicieron reconocimientos de aproximación al macizo principal del Saser Kangri. Sin embargo, los picos principales no fueron escalados hasta la década de 1970.
Ya que la región se encuentra cerca de la frontera en disputa entre Pakistán y la India, hay muy poca actividad de escalada y exploración en la cordillera, excepto por incursiones ocasionales del ejército indio.

## Picos importantes
La siguiente es una tabla de los picos en la Saser Muztagh de más de 7200 m de altura y que tienen más de 500 m de prominencia.
| Montaña           | Altura (m) | Prominencia (m) | Montaña de procedencia | Primer ascenso | Ascensos (intentos fallidos) | Coordenadas                                |
| Saser Kangri I    | 7672       | 2304            | Gasherbrum I           | 1973           | 6 (4)                        | 34°52′00″N 77°45′09″E / 34.86667, 77.75250 |
| Saser Kangri II E | 7513       | 1450            | Saser Kangri I         | 2011           | 1 (0)                        | 34°48′15″N 77°48′18″E / 34.80417, 77.80500 |
| Saser Kangri III  | 7495       | 850             | Saser Kangri I         | 1986           | 1 (0)                        | 34°50′44″N 77°47′06″E / 34.84556, 77.78500 |